# Chesias korbi
Chesias korbi là một loài bướm đêm trong họ Geometridae.